# Nisoxetin
Nisoxetin (LY-94939) ist ein Selektiver Noradrenalin-Wiederaufnahmehemmer (NARI).
Ursprünglich wurde es als Antidepressivum entwickelt, kam aber nicht über die Entwicklungsstufe hinaus. Es gilt allerdings in der wissenschaftlichen Forschung als „Standard-NARI“ und wird als solches häufig verwendet.  Es wird als Racemat eingesetzt.